# Živike
Živike – wieś w Chorwacji, w żupanii brodzko-posawskiej, w gminie Oriovac. W 2011 roku liczyła 236 mieszkańców.